# Vittoria Vetra
Vittoria Vetra è un personaggio immaginario nato dalla penna dello scrittore statunitense Dan Brown, coprotagonista del romanzo Angeli e demoni, del 2000.
Il personaggio di Vittoria Vetra è interpretato dall'attrice Ayelet Zurer nella trasposizione cinematografica tratta dall'omonimo romanzo nel 2009.

## Il personaggio
Figlia adottiva dello scienziato/sacerdote Leonardo Vetra, ha avuto un'infanzia difficile, è stata cresciuta in un convento di suore nei pressi di Siena, dove nessuno poteva darle tutte le risposte alle sue domande sugli eventi naturali e sul normale scorrimento delle cose, che indicavano un'intelligenza notevole e una futura inclinazione alla scienza. Vive nel convento fino alla giovane età di 9 anni, quando viene adottata e portata in Svizzera dal suo padre adottivo, Leonardo. Là conduce una vita serena studiando e successivamente da brillante scienziata al CERN (centro europeo per la ricerca nucleare) fino al terribile giorno della morte, per omicidio, di suo padre. Da quel momento, richiamata al CERN dal direttore Maximilian Kholer, conosce l'orrore. Le prove e gli enigmi da affrontare da quel momento in poi metteranno a dura prova lei e Robert Langdon, studioso di storia dell'arte all'università di Harvard.

## Caratteristiche caratteriali e fisiche
Vittoria è complessivamente una donna carismatica, lunghi capelli castano scuro, un corpo perfetto, sodo e longilineo, grazie alle sue costanti ricerche a contatto con la natura, che la tengono continuamente in allenamento. I suoi occhi sereni permettono di vedere nella sua anima, che riesce a mantenere rilassata anche nelle situazioni di forte pericolo, grazie alla costante pratica di discipline Yoga. Pur sapendosi contenere ha un carattere sveglio, attento e molto sicuro di sé, che le dà la grande grinta che stupisce molti. L'unica cosa che la turba è il fatto di non riuscir a conciliare ragione e fede, l'obiettivo che si propose e che riuscì a raggiungere suo padre.